# Krasnostawci
Krasnostawci (ukr. Красноставці) – wieś na Ukrainie, w obwodzie chmielnickim, w rejonie kamienieckim. W 2001 liczyła 1149 mieszkańców, wśród których 1136 wskazało jako język ojczysty ukraiński, 12 rosyjski, a 1 mołdawski.